# Grassano
Grassano község (comune) Olaszország Basilicata régiójában Matera megyében.

## Fekvése
A Bradano és Basento folyók közti vízválasztó egyik dombján fekszik, a megye északi részén.

## Története
Alapításáról pontos adatok nem maradtak fenn. Első írásos említése 1123-ból származik a tricaricói püspök levelezésében, mint castellum quod vocatur Crassanum. 

## Népessége
A népesség számának alakulása:

## Főbb látnivalói
- San Giovanni Battista-templom (18. század)
- Madonna della Neve-templom (16. század)
- Santa Maria del Carmine-templom (17. század)